# Iustin Doicaru
Albert Iustin Doicaru (Mangalia, 7 febbraio 2007) è un calciatore rumeno, ala del Farul Costanza.

## Carriera

### Club
Cresciuto nell'accademia calcistica Gheorghe Hagi, che funge da vivaio per il Farul Costanza, il 26 ottobre 2023 debutta in campionato, nel pareggio per 2-2 contro l'UTA Arad.

### Nazionale
Ha giocato nelle nazionali giovanili dell'Under-16, Under-17, Under-18, e infine nell'Under-19.

## Statistiche

### Presenze e reti nei club
Statistiche aggiornate al 10 maggio 2025.
| Stagione        | Squadra         | Campionato      | Campionato | Campionato | Coppe nazionali | Coppe nazionali | Coppe nazionali | Coppe continentali | Coppe continentali | Coppe continentali | Altre coppe | Altre coppe | Altre coppe | Totale | Totale |
| Stagione        | Squadra         | Comp            | Pres       | Reti       | Comp            | Pres            | Reti            | Comp               | Pres               | Retin              | Comp        | Pres        | Reti        | Pres   | Reti   |
| --------------- | --------------- | --------------- | ---------- | ---------- | --------------- | --------------- | --------------- | ------------------ | ------------------ | ------------------ | ----------- | ----------- | ----------- | ------ | ------ |
| 2023-2024       | Farul Costanza  | L1              | 2          | 0          | CR              | 2               | 0               | -                  | -                  | -                  | -           | -           | -           | 4      | 0      |
| 2024-2025       | Farul Costanza  | L1              | 24         | 0          | CR              | 2               | 0               | -                  | -                  | -                  | -           | -           | -           | 26     | 0      |
| 2025-2026       | Farul Costanza  | L1              | -          | -          | CR              | -               | -               | -                  | -                  | -                  | -           | -           | -           | -      | -      |
| Totale carriera | Totale carriera | Totale carriera | 26         | 0          |                 | 4               | 0               |                    | -                  | -                  |             | -           | -           | 30     | 0      |